# キー・システム
キー・システム（英語: Key System）またはキー・ルート (Key Route) は、かつてアメリカ合衆国カリフォルニア州で1903年から1960年までの間、公共交通機関を運営していた企業である。
サンフランシスコ・ベイエリアの東岸（イースト・ベイ）のオークランド・バークレー・アラメダ・エメリービル・ピードモント (Piedmont)・サン・レアンドロ (San Leandro)・リッチモンド・オルバニー (Albany)・エルサリートなどを営業範囲としていた。
キー・システムは、イースト・ベイ内を運行する路面電車・バスと、イースト・ベイの諸都市や近隣地域をサンフランシスコ湾へ突き出したフェリー桟橋まで、後にはサンフランシスコ・オークランド・ベイブリッジの下層デッキを通ってサンフランシスコまで結ぶ通勤鉄道とバスの路線網から構成されていた。1940年代の最大の時期、リッチモンド・オルバニー・バークレー・サン・レアンドロ間や、これらの都市とサンフランシスコを結ぶ66 マイル（106 km）を超える路線を保有していた。
地域内の路面電車は1948年に廃止され、サンフランシスコへの通勤鉄道は1958年に廃止された。残るバス事業も1960年に新しく設立された公共企業体であるACトランジット (AC Transit) へ売却された。キー・システムが運行していた地域では今日では、BARTの列車とACトランジットのバスが運行している。

## 創業
キー・システムは、ホウ砂の採掘で財を成して後に不動産と電鉄業に転じた企業家であるフランシス・マリオン・スミス (Francis Marion Smith) により、1890年代末から1900年代初期にかけて、いくつかの小さな路面電車の路線を合同して形成された。キー・システムは、1902年に設立されたサンフランシスコ・オークランド・アンド・サンノゼ鉄道 (SFOSJR: San Francisco, Oakland, and San Jose Railway) として発足した。250人の乗客を運ぶ4両編成の列車によるバークレイのダウンタウンからフェリー桟橋までの運行は、1903年10月26日に始められた。同年の年末までに鉄道会社のゼネラルマネージャーは、イースト・ベイのバークレイ・ピードモント・オークランドをカバーする3つの「ハンドル・ループ」と、キー・システムの使うフェリー桟橋までの「シャフト」、そして桟橋の各フェリー接岸場所を「鍵の歯」とする古い方式の鍵の形に路線網を見立てて、様式化した路線網地図を使うというアイデアを考え出した。会社はこの「キー・ルート」を大いに宣伝し、最終的には会社自体が「キー・システム」という社名を採用するに至った。
1908年にサンフランシスコ・オークランド・アンド・サンノゼ鉄道はサンフランシスコ・オークランド・アンド・サンノゼ統合鉄道 (San Francisco, Oakland & San Jose Consolidated Railway) へ改称した。さらに1912年にサンフランシスコ・オークランド・ターミナル鉄道 (San Francisco-Oakland Terminal Railway) へ改称した。このキー・システムとなる会社は1923年12月に破産し、その後マーケティング用のキャッチフレーズであったキー・システムの言葉を会社名に変更してキー・システム・トランジット (Key System Transit Co.) として再編された。
1929年の世界恐慌の後、会社名は再び別な再編のために変更された。レールウェイ・エクイプメント・アンド・レアルティー（Railway Equipment & Realty、直訳すると鉄道設備・不動産）という名前の持ち株会社が作られ、その子会社としてキー・システム (Key System Ltd.)が通勤列車を運行した。1938年には社名は単にキー・システム (Key System) となった。
第二次世界大戦中は、キー・システムはエメリービルの乗換駅からリッチモンドにあるカイザー造船所 (Kaiser Shipyards) までを走る特別路線であるシップヤード鉄道（造船所鉄道、Shipyard Railway）を建設して運行した。

## 交通網詳細
サンフランシスコ湾を横断してサンフランシスコへの当初の連絡手段はフェリーボートによるもので、エルバ・ブエナ島 (Yerba Buena Island) 近くのフェリーターミナルまで、オークランドのエルバ・ブエナ通りの端から西へ16,000 フィート（4,900 m）ほど湾に突き出した土手道 (Causeway) と桟橋を組み合わせたモール (Mole) と呼ばれる構造物を通っていた。土手道の埋め立ては19世紀末に短期間存在した狭軌の鉄道会社であるカリフォルニア・アンド・ネバダ鉄道 (California and Nevada Railroad) が始めた。スミスは、この会社が破産した際に土手道を取得した。キー・システムは多数のフェリーをキー・ルート桟橋からサンフランシスコ・フェリー・ビルまでの間に1939年まで運航していたが、その後サンフランシスコ・オークランド・ベイブリッジの下層デッキに敷いた複線の線路によりキー・システムの列車はサンフランシスコのダウンタウンに新しく開設されたトランスベイターミナル (San Francisco Transbay Terminal) へ乗り入れるようになった。橋を通る鉄道とトランスベイのターミナルはサザン・パシフィック鉄道のインターアーバン路線であるイースト・ベイ・エレクトリック・ラインズ (East Bay Electric Lines) およびサクラメント・ノーザン鉄道 (Sacramento Northern Railway) と共有していた。
キー・システムの最初の列車は標準の木製客車で構成されており、天井にクリアストーリー（Clerestory、採光用の高窓）を備えていた。この上に、キー・システム自身の工場で開発・製造されたパンタグラフが2つ載せられ、架空電車線から電気を採って、台車1つに1つずつ備えられた電動機に供給していた。
キー・システムの鉄道車両の設計は年が経つにつれて変わっていった。木製から鋼製へ変わり、また両端に設けられていたドアの代わりに中央にドアが設置された。
後の車両はサンフランシスコ・オークランド・ベイブリッジ乗り入れのために特別に設計された「ブリッジ・ユニット」となった。これは中央の台車を共有した2車体連接車で、それぞれの車両の中央に旅客扉が設置されているという、こんにちのライトレール車両のほとんどの設計の先駆者となった。また、この「ブリッジ・ユニット」では連結解放の便を考慮して連結器に電気連結器付きの密着連結器が採用され、濃霧が発生しやすいベイブリッジ周辺の気象条件に配慮して、キャブシグナルによる保安システム（ATC）が搭載されているのも大きな特徴である。
トランスベイターミナルに発着するキー・システムの電車は、この「ブリッジ・ユニット」をいくつか組み合わせて編成を構成していた。集電は架空電車線からパンタグラフによっていたが、ベイブリッジの上では第三軌条方式が用いられた。キー・システムは架線電圧が直流600 Vであったのに対し、サザン・パシフィック鉄道の通勤列車は架線電圧1,200 Vであった。車両の先頭右側には囲われた運転士席があり、左側は車両の最前部まで旅客用席となっていて、線路前方の素晴らしい景色を眺められる、多くの子供にとってのお気に入りの席であった。
車両の外部の塗装はオレンジとクリームホワイトに青白い緑の帯が窓の高さに入れられていた。内装については、連接ユニットのうち一方は葦を織ったシートカバーが使われており、もう一方の喫煙部分はレザーであった。床はリノリウムでできていた。第二次世界大戦中は対空偽装のために屋根がグレーに塗られた。ナショナル・シティ・ラインズ (National City Lines) による買収後、ブリッジ・ユニットを含む全てのキー・システムの車両はNCLの標準と層である黄色と緑に塗装しなおされた。

### 湾を渡る鉄道路線
ベイブリッジを渡る鉄道が運行されるまで、キー・システムの通勤列車には路線系統を示す記号がつけられていなかった。系統が対象とする主要な通りや地域に応じて名前がつけられた。
- A - オークランドのダウンタウン（競合するサザン・パシフィック鉄道のインターアーバンが1941年に廃止された後、その線路を使ってイースト・オークランドからサン・レアンドロとの境界付近まで延長された）
- B - レイクショアとトレッスル・グレン（もともと、オークランドのグランド・アンド・ブロードウェイにあったキー・システムが経営するホテルであるキー・ルート・イン (Key Route Inn) の中を通り抜けていた。ホテルは1930年代に火事で焼失した）
- C - ピードモント（40番通りとピードモント通りを通り、プレザント・バレーとアロヨ通りに沿って、オークランド通りにある終点までヨーク・ドライブとリカード通りの間を通る）
- E - クレアモント（クレアモントホテル (Claremont Resort) まで、2つのテニスコートの間に敷かれた線路を通じて直通していた。このテニスコートは現存する）
- F - バークレイ / エイドライン通り（これもまたサザン・パシフィック鉄道のかつてのインターアーバンの線路を使って延長され、ユニバーシティ通りを越えてノースブラエトンネルを抜け、アラメダとソラノ通りで終点になっていた）
- G - ウェストブラエ・シャトル（実際にはH系統の列車とユニバーシティ通りで接続する路面電車のシャトルサービスであった）
- H - モンテレー通り（当初はサクラメント通りの路線でホプキンスまで走っていたが、1933年以降はサザン・パシフィック鉄道の線路に切り替えてモンテレーまで行くようになった）
- K - カレッジ通り（これもまたF系統の列車とアルカトラズおよびエイドライン通りで接続する路面電車によるシャトルサービスであった。この路線の終点はカリフォルニア大学バークレー校のメモリアルスタジアムからほんの数ブロックしか離れていなかったので、アメリカンフットボールの試合がある日には臨時列車が運転され、よく利用されていた）
- D はサクラメント・ノーザン鉄道のインターアーバン路線に沿ってモントクレアまでの提案されていた路線のために予約されていた。

A、B、C、E、F系統がキー・システムの最後の年まで運行された路線であった。列車の運行は1958年4月20日に終了し、同じ系統記号のバスによって置き換えられた。キー・システムを買収したACトランジットによってこの系統記号は引き継がれ、現在でも使われている。ACトランジットのB、C、E、F系統は多かれ少なかれ、かつてのキー・システムの対応する経路と同じルートを通っている。

### イースト・ベイの路面電車
キー・システムの路面電車は、独立した部門として運営されており、当初はオークランド・トラクション・カンパニー (Oakland Traction Company)、後にイースト・ベイ・ストリート・レールウェイズ (East Bay Street Railways Ltd.)、そして最後にはイースト・ベイ・トランジット (East Bay Transit Co.) となった。これはバスの使用の増加を反映したものである。路面電車の系統番号は数回変更された。いくつかの路面電車の車庫を持っていた。中央車庫はメリット湖の東岸の3番通りにあった。西車庫はオークランドのテメスカル地区 (Temescal) の51番通りとテレグラフ通りの交点にあった。エルムハースト車庫はオークランドの東側の地区であるエルムハースト (Elmhurst) にあった。北車庫はリッチモンドにあった。運行していた時期の初期には、こうした車庫の他に多くの小さな車庫がイースト・ベイ地区に点在しており、多くはキー・システム以前のスミスが買収した会社から引き継いだものであった。キー・システムの路面電車は濃緑とクリームホワイトに塗られており、ナショナル・シティ・ラインズが買収した後はその塗装に従って緑と黄に塗りなおされた。キー・システムの路面電車は1948年まで運行された。

### 関連する鉄道
- キー・システムは1929年にキー・ターミナル鉄道 (Key Terminal Railway Ltd.) として貨物事業を始めた。1938年に名前がオークランド・ターミナル・レールロード (Oakland Terminal Railroad Ltd.) に変更された。1943年にウェスタン・パシフィック鉄道 (Western Pacific Railroad) とアッチソン・トピカ・アンド・サンタフェ鉄道に合同で買収されて、今はオークランド・ターミナル・レールウェイ (OTR: Oakland Terminal Railway) となっている。
- 1941年までサザン・パシフィック鉄道がイースト・ベイで運行していた、同じ湾を横断する通勤鉄道であったイースト・ベイ・エレクトリック・ラインズ (East Bay Electric Lines) も参照。
- チコ (Chico) からサクラメントを通ってオークランドまで、キー・システムの路線とフェリー桟橋の一部を使って走り、後にはトランスベイターミナルまで乗り入れていた、1941年まで運行していたインターアーバンに関してはサクラメント・ノーザン鉄道 (Sacramento Northern Railway) も参考。

### その他の資産
当初から、キー・システムは不動産と運輸の両方を考えていた。スミスと彼のパートナーであるフランク・ヘイブンス (Frank C. Havens) はまず、イースト・ベイ中の未開発の広大な土地を取得するレアルティ・シンジケート (Realty Syndicate) と呼ばれる会社を設立した。レアルティ・シンジケートはまた、サンフランシスコと列車で結ばれた2つの大きなホテル、クレアモントホテルとキー・ルート・インを建設し、またオークランドに人気のあったアイドラ・パーク (Idora Park) という遊園地を建設した。路面電車の路線はこれらの資産を通るように経路が設定され、これによって資産価値を増すようになっていた。初期には、キー・システムは実際にレアルティ・シンジケートの子会社であった。バークレイでは、新しい鉄道の駅に通勤の人がよりまっすぐ歩いていけるように、多くの通り道が新しく開発された地域の多くの場所に建設された。この通り道は今でも地域のグループによって維持されている。

## 廃止
キー・システムの通勤列車網は、長年の利用客減少だけでなく、ゼネラルモーターズの子会社で1940年代末にキー・システムを買収してこの鉄道路線を廃止させようとしたナショナル・シティ・ラインズの努力もあって、1958年に廃止された。1949年に連邦裁判所はゼネラルモーターズ、スタンダード・オイル・オブ・カリフォルニア、ファイアストンとその他の会社が犯罪的な共謀をして、そのアメリカ中にある子会社の交通企業に対するバスや関連部品の販売を独占しようとしたとして有罪判決を下した。これらの企業は5,000 ドルの罰金を課された。大戦後の自動車へ流れる大衆の傾向に迎合した州の担当者もまた、ベイブリッジと路面の軌道を撤去して道路の容量を増加させようと推進した。イースト・ベイの自治体はキー・システムを買収しようと試みたが失敗した。キー・システムの鉄道は1958年4月20日に最後の運行となった。1960年には新しく設立された公共企業体であるACトランジットがキー・システムの設備を買収した。
車両のほとんどは解体され、残った部分のいくらかは売却されてアルゼンチンのブエノスアイレスで運行するために搬出された。ブリッジユニットのいくらかはアメリカで保存のために回収された。2つがリオ・ビスタ近郊のウエスタン鉄道博物館 (Western Railway Museum) で、1つが南カリフォルニアのオレンジ・エンパイア鉄道博物館 (Orange Empire Railway Museum)にある。

## 遺産
キー・システムの痕跡がまだ残っている。

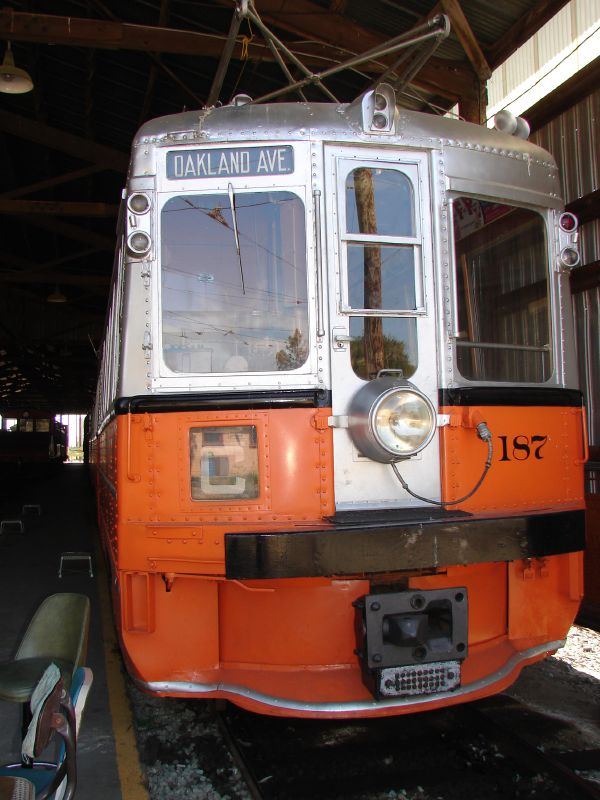
ウェスタン鉄道博物館で保存されているキー・システムの187号（ブリッジユニット）

- サンフランシスコのトランスベイターミナルの高架ループはまだ残っており、いくらかの改修を受けて、かつてのキー・システムがそうしていたように、今はACトランジットのバスが乗客を降ろしてイースト・ベイへ戻るために使われている。2012年に予定されている新しい建物の完成でトランスベイターミナルが置き換えられるときに、さらに改造される予定である。
- ベイブリッジの東側の端は、かつてキー・システムのフェリー桟橋までの線路が通っていた土手道の北側を追加で埋め立てた土台の上にある。
- オルバニーにある広い中央分離帯をもった道路は、かつてG系統の延長が計画されていたが建設されずに終わり、キー・ルート・ブールバール (Key Route Boulevard) と名づけられている。
- キー・システムの関連会社であるレアルティ・シンジケートによって建設されたクレアモントホテルはクレアモント・リゾートとして残っている。E系統の終点であった。
- キー・システムの管理本部のビルはオークランドのダウンタウンに残っており、国定史跡として指定されている。ビルは1989年のロマ・プリータ地震でいくらか損傷を受け、今は使われていない。
- オークランドの41番通りとピードモント通りの交差点でレストランとなっている建物は、かつてのC系統の屋根付き停留所として使われていた建物の一部である。線路は40番通りを通り、ホー通りを横断してピードモント通り工場の裏の駐車場を通ってカーブして、ピードモント通りに41番通りのところで合流してプレザント・バレー通りへ向かっていた。このレストランには、キー・システムのイメージの壁画が外部にあり、またレストランの壁に古いキー・システムの写真が飾られている。
- 古いキー・システムのピードモント工場であったベイ・プレイスとハリソンにある建物は、今はホールフーズ・マーケットの店となっている。建物はもともと1890年にピードモント・ケーブルカー (Piedmont Cable Car Co.) の変電所と車庫として建設された。1920年代にかなり改造されてキャデラックのショールームとして使われ、1990年代半ばに閉鎖された。建物は2003年まで空いていたが、その後ホールフーズが根本的な内装の再設計を行いながら外装はもとのままをおおむね保っている。
- ACトランジットのエメリービルとリッチモンドにあるバス車庫は、かつてのキー・システムのバス車庫であった。リッチモンド車庫はキー・システムの路面電車の北車庫の場所でもあった。
- 路面電車の何両かとブリッジユニットがウェスタン鉄道博物館で保存されている。

## 外部の写真
- Silent film: "A Trip to Berkeley" at the American Memory Project, Library of Congress, 1906.
- "Key System #182 sitting in the car barn at the Western Railway Museum, Sept. 1990."
- A Key System bridge unit in Oakland, 1954.
- A gallery of Key System images
- Another image gallery
- Postcard: Key Route Pier
- Images from nysubway.org
- Photo: Key System train on Key Mole adjacent to new Bay Bridge, 1936